# Bibliothèque municipale de Gatineau
 (juillet 2025).
La Bibliothèque municipale de Gatineau (BMG), située à Gatineau, est un réseau de bibliothèques publiques constitué de onze points de service. Ces bibliothèques partagent plus de 650 000 documents et desservent 290 000 habitants sur un territoire de près de 340 km2. Elle a été créée dans sa forme actuelle le 1er janvier 2002, à la suite de la fusion de cinq municipalités en Outaouais.

## Mission
La mission de la Bibliothèque municipale de Gatineau est d'offrir des services, des ressources et des documents libres de censure, de tous types et sur tous supports à l'ensemble de la population de Gatineau dans le but de répondre à leurs besoins en matière d'information, de connaissance, de culture, d'éducation et d'alphabétisation.
Plus spécifiquement, la bibliothèque assure un service de qualité à la population avec le but de :
- promouvoir la culture et le savoir ;
- développer le goût de la lecture chez les citoyens dès leur plus jeune âge ;
- diffuser la création d'ici et d'ailleurs ;
- stimuler l'imaginaire et la créativité ;
- apporter un soutien aux milieux éducatif, récréatif et culturel ;
- appuyer l'initiative et l'innovation en Outaouais.

## Portrait
La Bibliothèque municipale de Gatineau compte onze points de service :

### Bibliothèque Aurélien-Doucet
Cette bibliothèque est nommée en l'honneur du conseiller municipal Aurélien Doucet (1911-1962) du quartier Montcalm de l’ancienne ville de Hull. Aurélien Doucet a siégé de 1953 à 1962, a été le président-fondateur du comité de la bibliothèque et est le premier conseiller à promouvoir l’établissement d’une bibliothèque publique à Hull. La bibliothèque est au même endroit depuis 1989 soit au 207, boulevard Mont-Bleu, dans le secteur de Hull. Elle a été agrandie en 2018 pour offrir des services et ressources supplémentaires tels que de nouveaux postes informatiques, des activités en bibliothèque dans une nouvelle salle d'animation, deux salles de travail, du nouveau mobilier et une plus grande collection de livres, de jeux vidéo et de jeux de société.

### Bibliothèque Bernard-Lonergan
Le nom de la bibliothèque a été choisi afin de commémorer Bernard Lonergan (1904-1984). Prêtre, philosophe et théologien, Bernard Joseph Francis Lonergan a consacré l’œuvre de sa vie aux questions les plus fondamentales de l’éthique, de l’économique, de la philosophie, de la théologie et de la méthodologie dans les sciences naturelles et les sciences humaines. Il a enseigné au Regis College à l’Université de Toronto, à l’Université Harvard, au Boston College et à l’Université grégorienne de Rome. La profondeur de ses travaux a reçu un accueil chaleureux de la part de ses pairs et il fut « considéré par beaucoup d’intellectuels comme l’un des penseurs philosophiques les plus raffinés du vingtième siècle ». Des érudits du monde entier ont tant et si bien reconnu l’importance de ses travaux qu’ils ont fondé partout dans le monde des centres consacrés au développement et à l’application de sa pensée.  Au moment de son décès, en 1984 à Pickering (Ontario), il avait reçu dix-sept doctorats honorifiques et était devenu Compagnon de l’Ordre du Canada et Fellow de la British Academy. Ses travaux se présentent, d’abord et avant tout, comme une profonde invitation à découvrir un processus dynamique à l’œuvre en nous-mêmes : un processus qui transforme nos questions, nos postulats, la façon dont nous imaginons et comprenons, et la façon dont nous veillons sur notre monde. La bibliothèque Bernard-Lonergan est située au 181, rue Joseph, dans le secteur de Buckingham.

### Bibliothèque Guy-Sanche
Du nom de Guy Sanche, comédien qui interprétait le rôle de Bobino, dans la série télévisée du même nom, diffusée aux ondes de Radio-Canada de 1957 à 1985. Guy Sanche était un ardent promoteur de la langue française et a largement contribué au développement de la culture en Outaouais. De 1998 à 2012, la bibliothèque Guy-Sanche portait le nom de la papetière Bowater, une entreprise importante de la ville. C’est en décembre 1991 que la bibliothèque, nouvellement construite au sein de la Maison de la culture, ouvre ces portes. Jusqu’en 1997, elle porta le nom de bibliothèque centrale de Gatineau. Le 28 mai 1997, elle prit le nom de bibliothèque Avenor qui fait référence à la papetière. C’est un an plus tard, en 1998, qu’elle prit le nom Bowater, à la suite d'un changement de nom de la papetière Avenor pour la papetière Bowater. La bibliothèque Guy-Sanche est située au 855, boulevard de la Gappe, dans le secteur de Gatineau.

### Bibliothèque Jean-Marie-Caron
Jean-Marie Caron est né à Shawinigan le 5 juin 1935. Il fait ses études à l’Université du Québec en Outaouais et à l’Université Saint-Paul à Ottawa en travail social et en théologie. Époux de Pauline Poirier avec laquelle il aura trois enfants, M. Caron a été conseiller municipal d’Angers entre 1973 et 1974 et président de plusieurs organismes communautaires. Son grand dévouement l’a d’ailleurs amené à s’engager dans la vie sociale, communautaire, paroissiale et culturelle de Gatineau et de l’Outaouais. C’est en 1979 que M. Caron, un être passionné, cultivé et convaincu de l’importance de la lecture, fonde la bibliothèque d’Angers avec son épouse Pauline Poirier. Jean-Marie Caron, qui s’est engagé auprès des personnes handicapées, des jeunes, des malades et des gens dans le besoin, est décédé le 17 décembre 2003 après une vie bien remplie et dévouée à ses proches et à la communauté. Ce citoyen remarquable a donc contribué grandement au développement culturel de ce qui est devenu aujourd’hui le secteur de Masson-Angers. La bibliothèque Jean-Marie-Caron est située au 430, boulevard du Progrès, dans le secteur de Masson-Angers (Angers).

### Bibliothèque de la Maison-du-Citoyen

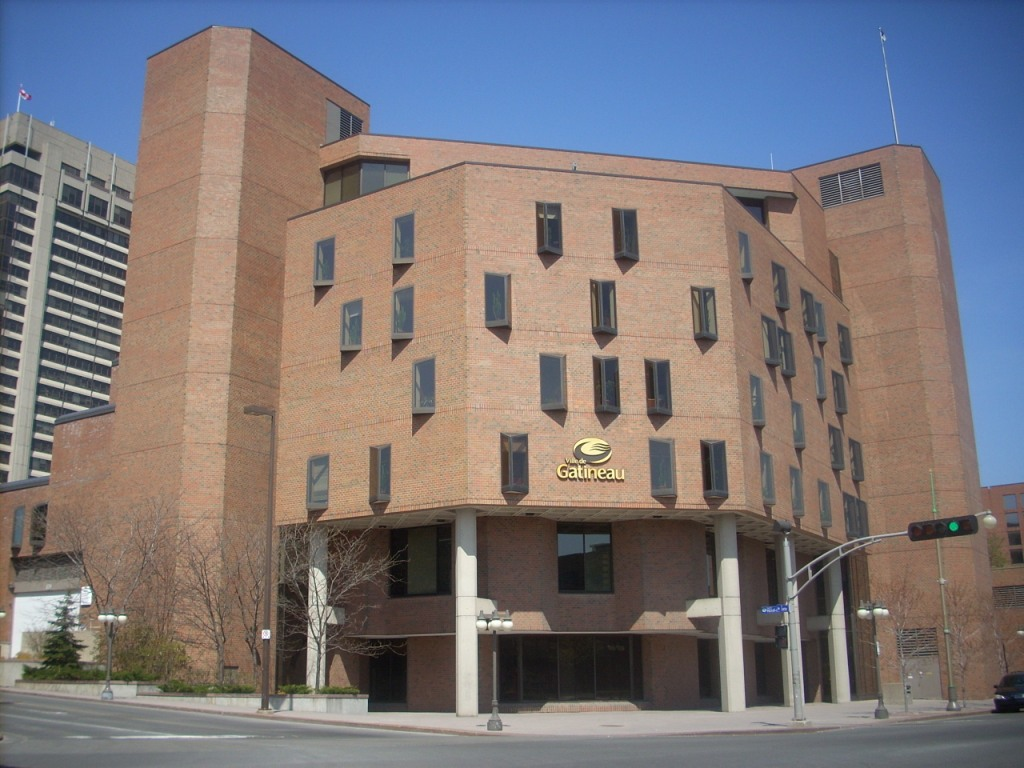
La Bibliothèque de la Maison-du-Citoyen se trouve à l'intérieur de l'hôtel de ville de Gatineau.

Du nom de l’Hôtel de Ville de Gatineau dans lequel est située la bibliothèque. Hull est la première ville québécoise à réaliser un complexe municipal intégré et polyvalent : la Maison du Citoyen. Il fut inauguré le samedi 25 octobre 1980, par le maire Gilles Rocheleau, par les membres du Conseil municipal et par la population hulloise. Ce bâtiment fut construit en partie à cause de l’incendie qui rasa complètement l’ancien Hôtel de Ville le 27 octobre 1970. Le nom «Maison du Citoyen» avait été proposé en 1972 par Pierre Patry, cinéaste réputé d’origine hulloise. Cette appellation fut adoptée le 6 décembre 1977 par le conseil Municipal. La bibliothèque de la Maison-du-Citoyen est située au 25, rue Laurier, dans le secteur de Hull.

### Bibliothèque de Riviera
Du nom du secteur résidentiel où se trouve la bibliothèque. L'édifice qui abrite aujourd'hui la bibliothèque fut tour à tour un hôtel de ville (ancienne municipalité d'Hull-Est qui deviendra Touraine en 1971), une caserne d’incendie et une cour municipale. La première bibliothèque à être construite dans le quartier résidentiel de Riviera date du 27 septembre 1965. Elle était située dans un local de l’école Gobeil, au 59, rue de la Provence. En 1970, la bibliothèque prit place au 5, rue de Picardie, qui était à l’époque un centre communautaire. Très vite, les problèmes se sont accumulés dû en grande partie aux locaux inadéquats. Les conditions étaient tellement mauvaises que le 31 octobre 1971, une employée se blesse sérieusement au travail. En 1974, le centre communautaire s’effondre et tout doit  être déménagé le plus vite possible. La bibliothèque est relocalisée au jubé de l’église Saint-Mathieu de Touraine. En 1976, les collections sont retirées, dû à la fusion municipale de 1975, et le quartier de Riviera ne possèdera plus de bibliothèque jusqu’en 1983, date de l'ouverture de la bibliothèque dans ses locaux actuels,. La bibliothèque de Riviera est située au 12, rue de Picardie, dans le secteur de Gatineau.

### Bibliothèque Docteur-Jean-Lorrain
Du nom de Jean Lorrain (1913-1989), un médecin très engagé dans sa communauté qui pratiqua la médecine à Gatineau de 1941 à 1978. Cet homme remarquable s'installe à Templeton en 1941. Il fut président de la Caisse populaire Sainte-Rose-de-Lima, président de la Commission scolaire de 1957 à 1970 et maire de la municipalité du Village de Templeton de 1967 à 1970. Le village de Templeton eut sa première bibliothèque en 1971. Elle prit place dans un centre récréatif situé au 13, rue Labelle. Après la fusion de Templeton avec plusieurs municipalités pour former Gatineau en 1975, les livres furent retirés de cet endroit. Les habitants de Templeton ont eu accès à la bibliothèque centrale de Gatineau. En 1994, la bibliothèque Docteur-Jean-Lorrain fut inaugurée en même temps que le centre communautaire du même nom dans un édifice réaménagé qui fut autrefois l’hôtel de ville de la municipalité du Village de Templeton et une caserne de pompiers. La bibliothèque Docteur-Jean-Lorrain est située au 20, boulevard Lorrain, dans le secteur de Gatineau.

### Bibliothèque Lucien-Lalonde
Du nom de Lucien Lalonde (1927-1973), le plus jeune commissaire d’école élu en 1955 à 28 ans à la Commission scolaire de Hull. Lucien Lalonde est né à Hull et fit des études à l’Université d’Ottawa.  Il pratiqua le métier de courtier d’assurances et se fit surtout connaître pour son implication sociale dans la communauté. Il sera président de la Commission des écoles catholiques de Hull pendant plusieurs années et président du conseil d’administration du Centre hospitalier Pierre-Janet. Il fut aussi officier de l’Ordre des Chevaliers de Colomb. La bibliothèque s'est installée dans l'ancienne école primaire Saint-Bernardin. Elle fut inaugurée le 12 juin 1985. La bibliothèque Lucien-Lalonde est située au 225, rue Berri, dans le secteur de Hull.

### Bibliothèque Lucy-Faris
Du nom de Lucy Faris (1855-1924), une dame qui a habité à Aylmer toute sa vie. Elle était une passionnée de lecture dont la vision et l’esprit communautaire ont mené à l’inauguration de la bibliothèque publique d’Aylmer en 1938. Le legs de Lucy Faris a fourni les 220 premiers livres de la bibliothèque. En 1965, la bibliothèque devient une succursale de Bibliothèque centrale de prêt de l’Outaouais (BCPO) tout en étant gérée par la ville d'Aylmer. En 1977, la bibliothèque est située l’ancienne maison de John Egan située au 161, rue Principale. En 1980, la bibliothèque déménage au 74, rue Principale qui était alors l’ancien bureau de poste. En 1987, la bibliothèque déménage dans l’édifice de l’ancien hôtel de ville situé au 120, rue Principale pour finalement emménager, le 7 décembre 2001, dans ses locaux actuels de la Place-des-Pionniers, le centre de services d’Aylmer.  Le comité exécutif de la Ville de Gatineau a entériné le projet de résolution officialisant le nouveau nom de la bibliothèque d’Aylmer le 12 mai 2004. Les administratrices du fonds en fiducie Lucy-Faris ont également offert en don à la bibliothèque une œuvre d’art originale créée par le sculpteur Rick Ritza, de même qu’une plaque commémorative soulignant les débuts de la bibliothèque ainsi que la vision et la contribution de Lucy Faris. Cette œuvre est exposée à la bibliothèque Lucy-Faris. La bibliothèque Lucy-Faris est située au 115, rue Principale, dans le secteur d'Aylmer. Durant l'été 2021, il est prévu que la bibliothèque déménagera temporairement dans les locaux de l'ancien Cinéma d'Aylmer situé au 181 rue Principale pour permettre la reconstruction de la Place des pionniers où est situé présentement la bibliothèque.

### Bibliothèque Manise-Morin
Du nom de Manise Morin (1905-2001), une enseignante de carrière originaire de Masson très engagée dans la communauté.  Elle a aussi œuvré dans de nombreux organismes paroissiaux et communautaires. Fille de Joseph Morin et de Arzélie Constantineau, elle est l’aînée d’une famille de 6 enfants.  Elle fait ses études chez les Sœurs de Ste-Marie à l’école Notre-Dame-Auxiliatrice sur la rue St-Louis à Masson. Elle gradue en 1922 à l’âge de 17 ans, et se dirige vers l’enseignement.  Invitée par le curé Routhier de Masson, elle commence sa carrière à l’école Ribot à Angers.  Elle revient ensuite à Masson où elle poursuit sa profession à l’école St-Louis-de-Gonzague durant 25 ans.  Puis, elle enseigne à l’école Notre-Dame-Auxiliatrice, là où elle avait fait ses études. Sa carrière se termine abruptement en 1961 lorsqu’elle fait du glaucome et perd la vue presque entièrement. Elle continuera cependant à s’intéresser à toute la vie paroissiale. Elle écrira, avec l’aide d’amies, un fascicule sur les Familles Pionnières afin de souligner le centième anniversaire de la paroisse Notre-Dame-des-Neiges de Masson. Pendant plus de soixante (60) ans, elle a fait partie de la chorale Ste-Cécile à l’église de Masson.  Cette chorale était réputée dans toute la région. Jusqu’à son décès, elle recevait les gens dans son logis de la rue St-Pierre et menait de main de maître des discussions animées sur tous les sujets d’actualité. La bibliothèque Manise-Morin est située au 36, chemin de Montréal Est, dans le secteur de Masson-Angers.

### Bibliothèque Donalda-Charron
Du nom de Donalda Charron (1886-1967), une allumettière et syndicaliste gatinoise qui a lutté pour les droits des femmes allumettières de la compagnie E.B. Eddy. En 1912, elle est embauchée comme par la compagnie E.B. Eddy. Peu de temps après, elle est promue comme contremaîtresse. Autour de 1919. En 1919 et 1924, les allumettières déclenchèrent les premiers conflits ouvriers québécois mettant en scène un syndicat féminin. Le syndicat s'opposait aux maigres salaires et aux conditions de travail qui obligeaient parfois les ouvrières à travailler vingt heures par jour. Donalda Charron joua un rôle déterminant dans le premier conflit, qui se régla à l’avantage des ouvrières. En 1924, un second conflit s'enclencha lorsque la compagnie Eddy menaçait de réduire les avantages et salaires consentis en 1919 et force un lock-out. Donalda, surnommée la « gendarme du syndicat », mena le front, mobilisant les ouvrières, organisant des manifestations et des collectes de fonds et prenant la parole plusieurs fois lors d'assemblées publiques. Le conflit dura trois mois et se solda par une victoire du syndicat. Donalda fut la seule femme à signer l’entente mettant fin au conflit. Cependant la compagnie E.B. Eddy refusa de tenir certaines promesses, dont la réembauche de toutes les employées; Donalda fut l’une de celles qui ne purent reprendre leur emploi. Donalda Charron est aujourd'hui reconnue comme un symbole de la lutte pour le droit des femmes et des travailleuses en milieu ouvrier. Elle est décédée le 10 juillet 1967 à l’âge de 82 ans. Son corps repose au cimetière Notre-Dame de Gatineau. Cette bibliothèque a inauguré le 14 décembre 2020. Cette bibliothèque mise sur les services comme le prêt de portable, des salles de travail pour les usagers. La bibliothèque Donalda-Charron est située 255, rue de Bruxelles dans le secteur Aylmer. 
Ces bibliothèques offrent aux citoyens un éventail de services afin de répondre à leurs besoins d'information. Du fait de son rôle de bibliothèque publique, la BMG accueille une clientèle de tous âges.

## Médiation culturelle

### Clientèle adulte
Les bibliothèques publiques multiplient les sources d'information offertes à leurs clients. Elles sont des lieux d'échange et d'apprentissage continu. La BMG offre ainsi des conférences sur des sujets variés, tels les voitures anciennes, le compostage ou le Danemark à vélo. Les clients qui souhaitent s'initier à Internet et à différents logiciels peuvent également s'inscrire à des cours, offerts en bibliothèque.
Plusieurs fois par année, la BMG reçoit des auteurs, dans une ambiance conviviale. En 2013, les écrivains Jean-Pierre Charland, Daniel Lessard et Nicolas Dickner ont participé à ce programme mis sur pied en collaboration avec l'Association des auteurs et auteures de l'Outaouais et le Conseil des Arts du Canada.
Les locaux de la BMG sont régulièrement les hôtes de différentes activités culturelles telles des expositions de photos, d'œuvres d'art ou de livres anciens, ou des lancements de livres. 
La BMG a lancé au printemps 2009 le programme « Écrivain en résidence » organisé en collaboration avec l’Association des auteurs et auteures de l’Outaouais. L'auteur choisi produit un projet de création littéraire durant sa résidence et participe à des activités organisées par la bibliothèque.
Il est possible de réserver des locaux pour des activités comme pour un club de lecture, des rencontres de travail, lancement de livres... Il est aussi possible de réserver des salles de travail (travail scolaire, travail d'équipe, tutorat...).
Pour aider à la francisation des immigrants, la BMG organise des soirées-conversations. Lors de ces soirées, les immigrants ont l'opportunité d'échanger en français pour améliorer leurs habiletés à converser en français.
Pour les enseignants de Gatineau, nous offrons des services adaptés pour les réalités. Ils peuvent obtenir une carte de bibliothèque pour enseignants (sous preuve de leur statut) qui leur permet d'emprunter 50 livres pour 7 semaines. Ils peuvent communiquer avec la BMG pour obtenir les services suivants : animation en classe, visite scolaire en bibliothèque (avec ou sans animation) et prêts massifs de livres (jusqu'à 1000 livres jeunesse (romans, documentaires, albums, bandes dessinées). 

### Clientèle adolescente
Les bibliothèques multiplient les activités d'animation auprès de cette clientèle. Les adolescents ont la chance de participer à des compétitions de jeux vidéo, de slam, des activités de créations, de donjons et dragons (16 ans plus), Club de techno et de l'aide au devoir.
La bibliothèque Guy-Sanche offre une salle destinée aux jeunes de 12 à 17 ans. Des activités d'animation pour cette clientèle à lieu à cet endroit. Cette salle est équipée de chaises, de tables, de fauteuils et d'ordinateur pour leur confort et pour effectuer leurs travaux scolaires. Les adolescents peuvent aussi réserver des salles de travail pour le travail scolaire dans certaines succursales. 

### Clientèle jeunesse
Le programme Une naissance, un livre est une initiative des bibliothèques publiques du Québec pour susciter chez les jeunes, dès leur plus tendre enfance, l'éveil à la lecture, le goût des livres et pour inciter les parents à abonner leurs enfants à la bibliothèque de leur municipalité. Lors de son inscription à sa bibliothèque municipale, le tout-petit reçoit gratuitement la trousse du bébé-lecteur, comprenant entre autres un livre cartonné, des choix de lecture et un magazine pour les parents. Cette initiative s'adresse aux moins de moins de 12 mois et elle est gratuite.
Les activités d'heures du conte proposent aux enfants de plonger dans l'univers des livres. Chaque session, les enfants se font lire une histoire, puis approfondissent le thème abordé dans le livre par un bricolage, une chanson, une comptine, des jeux, etc. Des activités sont offertes aux enfants dès 9 mois (programme Bébé bouquine) jusqu'aux grands de 6-10 ans (programme Lire et Délire). Certaines heures du conte ont lieu en début de soirée, ce sont les Contes pyjamas. La BMG a mis certaines heures du conte disponible en ligne.
Le programme Lire dans le parc a lieu durant l'été, dans les parcs de la Ville de Gatineau. Les animatrices jeunesse de la BMG invitent les enfants à écouter des histoires, bouquiner, bricoler et découvrir les différents services de leur bibliothèque. Cette activité hors-les-murs permet à la BMG de se rapprocher du milieu de vie de sa clientèle.
Durant la saison estivale, la BMG offre aux jeunes de 3 à 14 ans de participer au Club de lecture d'été TD. Ce programme, présent dans plusieurs bibliothèques canadiennes, a pour but d'aider les enfants à conserver les acquis faits en lecture durant l'année scolaire.

## Services

### Prêts de documents
La BMG prête une panoplie de documents (des documentaires, des romans, des bandes dessinées, des albums jeunesse, des DVDs, des jeux vidéo, des sacs aux trésors (sac de livres pour enfants) et des laissez-passer. Le prêt est gratuit pour la plupart des documents (livres papier, livres audio, DVDs documentaire, périodiques, jeux vidéo et sacs aux trésors). Les usagers peuvent réserver les documents empruntés ou qui se retrouvent dans d'autres succursales. Pour un livre non-récent dont la bibliothèque ne possède pas, il est possible de faire une demande de PEB.   

### Informatique et bureautique
Avec la carte Accès Gatineau, les usagers ont accès gratuitement à des ordinateurs pour naviguer sur Internet ou faire des travaux ou pour numériser des documents dans les 11 succursales. Le service Wi-Fi est disponible dans les 11 succursales.  Toutes les bibliothèques du réseau offrent le service de photocopie payante. Le service de télécopie de documents est disponible dans les bibliothèques suivantes : Lucy-Faris, Maison du citoyen, Lucien-Lalonde et Guy-Sanche. Des frais seront demandés selon la quantité de documents et si c'est un numéro local ou interurbain. Certaines bibliothèques offrent sur place le prêt de portable.  

## Ressources en ligne
La BMG offre une panoplie de ressources en ligne qui sont gratuites pour les usagers tant adultes, adolescents qu'enfants. Ces bases de données donnent accès à des livres numériques, des revues numériques, des journaux numériques, des articles de revues, des films, de la musique, des encyclopédies et des cours didacticiels. Voici la liste des ressources numérique :
- Pretnumerique.ca : Offre des livres et des livres audio numériques principalement en français et en partie en anglais pour tous âges.
- BibliMags : Offre une panoplie de revue sur différents sujets provenant d'ici et d'ailleurs dans le monde en français, en anglais et autres langues. 
- Pressreader : Offre de journaux d'ici et d'ailleurs dans le monde en français, en anglais et autres langues. 
- Encyclopédie Universalis : Encyclopédie générale en français.
- Universalis Junior : Encyclopédie jeunesse en français.
- Eureka.cc (Biblio Branchée) : Articles de journaux de langue française, incluant Protégez-vous. 
- Repère : Articles de revues de langue française. 
- Ebscohost Canadian Reference Centre (CRC) : Articles de revues de langue anglaise, incluant Consumer Reports. 
- Canadian Major Dailies : Articles de journaux de langue anglaise, incluant Globe & Mail. 
- Kanopy : Films et documentaires de grande qualité (tant court-métrage ou long métrage), allant des films d’auteur classiques au cinéma international. 
- Naxos : Musique en ligne (classique, orchestre, musique de film...). 
- Medici.tv : Vidéos (concerts, opéras, ballets classiques et beaucoup d'autres) . 
- Curio.ca : Documentaires, des émissions d’information, des séries dramatiques et des émissions pour enfants de grande qualité. 
- Cochlea Team : Jeux d’évasions numériques à faire où que vous soyez. 
- ToutApprendre : Cours en ligne : langues, bureautique, multimédia et développement personnel.  
- Edu-Performance : Cours interactifs sur les logiciels de la suite bureautique Office de Microsoft. Un compte doit être créé pour accéder aux cours et suivre son apprentissage.  
- Tap'Touche en ligne : Didacticiel de saisie des données. 
- Alec : Jeux éducatifs sur les mathématiques et le français pour les enfants.  
- Edumedia : la science en action : animations scientifiques en français ou anglais et autres langues.  
- Slice fractions : Jeu vidéo québécois éducatif et amusant, qui permet aux jeunes de 5 à 12 ans de comprendre les concepts fondamentaux liés aux fractions.  
- Slice fractions 2 : Suite de Slice fractions, c'est un jeu vidéo québécois éducatif et amusant, qui permet aux jeunes de 5 à 12 ans de comprendre les concepts fondamentaux liés aux fractions.  
- Tumble : Pour les 4 à 11 ans. Livres animés, des livres complets, des vidéos, des documentaires, des listes de lecture ainsi que des histoires mathématiques. 
- AllData : Référence pour le diagnostic et les réparations automobiles. Disponible sur place seulement dans les bibliothèques Guy-Sanche, Lucy-Faris, Lucien-Lalonde et Bernard-Lonergan. 
- Career Cruising : Informations sur les études, les carrières et les emplois. 
- Mes Aieux : Ressource québécoise spécialisée en généalogie. 

## Partenariats
La BMG a établi des partenariats avec différents musées de la région de l'Outaouais et de la Capitale nationale, afin de permettre à ses usagers un accès facile à la culture. Des laissez-passer pour les musées et le parc de la Gatineau, disponibles dans les onze points de service de la BMG, peuvent être empruntés pour visiter gratuitement, en famille, les musées suivants :
- Musée canadien de l'histoire (incluant le Musée des enfants)
- Musée canadien de la guerre
- Musée canadien de la nature
- Musée des sciences et de la technologie du Canada
- Musée de l'agriculture et de l'alimentation du Canada
- Musée de l'aviation et de l'espace du Canada
- Musée des beaux-arts du Canada
- Musées communautaires d'Ottawa (incluant Musée de Népean, Musée de Goulbourn, Musée-village du patrimoine de Cumberland, Lieu historique national du domaine Billings, Maison historique Faifields, Musée Bytown, Diefenbunker : musée de la guerre froide, Musée et société historique du canton d'Osgoode, Lieu historique de Pinhey's Point, Muséoparc Vanier, Moulin Watson.
- Parc de la Gatineau (seulement l'hiver pour le ski fond, la raquette et le vélo (fat bike)

Annuellement, les amateurs de livres et de lecture ont rendez-vous au Salon du livre de l'Outaouais. La BMG y est présente et s'affiche grâce à un présentoir d'orientation. Elle vise à expliquer les services disponibles à la bibliothèque et à aider les visiteurs du Salon du livre de l'Outaouais à trouver un éditeur ou un auteur précis.